# Projekt 03160
Projekt 03160 ist eine Serie von kleinen, schnellen Patrouillenbooten, die in Russland entwickelt und ab 2015 in Dienst gestellt wurde. Der Marketingname des Projekts ist „Raptor“ (russisch „Раптор“).

## Technik

### Rumpf

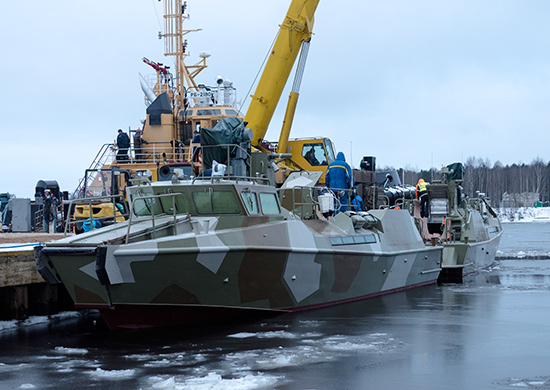
Projekt 03160 am Pier, die Fensterreihe für das Passagierabteil ist an der Seite zu sehen.

Der Aufbau der Klasse erinnert an das schwedische Combat Boat 90 (CB 90) aus dem Jahr 1991.
Der 16 Meter lange Rumpf von Projekt 03160 besteht aus einer Aluminiumlegierung und ist gegen Beschuss aus Kleinwaffen gepanzert. Im vorderen Teil der Boote ist der Steuerstand für die beiden Besatzungsmitglieder; dahinter ist überhöht die Waffenstation mit dem 14,5-mm-Maschinengewehr KPWT verbaut, das von der Besatzung ferngesteuert werden kann. Am Heck befinden sich zwei Halterungen zur Montage von 7,62-mm-PKP-Maschinengewehren.
Die Kabine bietet Sitzplätze für 20 Passagiere. Von dort führen Ausgänge zum Heck und Bug. Eine Klappe am Bug ermöglicht einen ebenerdigen Ausstieg (siehe auch Landungsboot).

### Antrieb
Zwei Caterpillar-C18-Dieselmotoren mit einer Leistung von 1.690 kW treiben zwei Wasserstrahlantriebe an. Im Zusammenspiel mit der geringen Verdrängung können bei ruhiger See Geschwindigkeiten von bis zu 48 Knoten (89 km/h) erreicht werden.

### Sensoren
Die Boote sind mit einem Nautilus-Radar zur Navigation am Mast ausgerüstet.

## Einsätze
Während des russischen Überfalls auf die Ukraine 2022 wurden Boote der Klasse offenbar bei den Kämpfen um die Schlangeninsel eingesetzt. Ukrainische Stellen meldeten die Zerstörung von zwei Booten durch eigene Drohnen am 2. Mai 2022.